# Ngamau Mere Munokoa
 Ngamau Mere Munukoa (née Wichman), souvent appelée sur place « Aunty Mau », est une femme politique des îles Cook née le 13 août 1944 sur l'île de Rarotonga.

## Formation
Elle fait ses études primaires à la Nikao Primary School et l’Avarua Primary School (Rarotonga) puis au Tereora College (Rarotonga).

## Vie professionnelle
Elle dirige une affaire familiale près de l’aéroport qui fait épicerie, boulangerie et station essence.

## Carrière politique
Elle est élue pour la première fois dans la circonscription de Nikao-Panama lors d'élections partielles en juillet 1996, à la suite du décès de Niroa Manuela. Elle y a été réélue aux élections de 1999, 2004 et 2006 toujours sous l’étiquette du Democratic Party. 
Elle fut ministre de l’Intérieur et du Travail de novembre 1999 à février 2002 sous le gouvernement de Terepai Maoate puis vice-Premier ministre du gouvernement Woonton de novembre 2003 à septembre 2004, une première pour une femme. 
Elle fut à partir de 2005 ministre des Affaires internes, de l’Agriculture et du Travail sous le gouvernement de Jim Marurai. Elle démissionna de ses portefeuilles ministériels le 23 décembre 2009 par solidarité envers le chef de son parti Terepai Maoate que Marurai venait de limoger à la suite du fiasco de l'affaire "fuel farm".

## Vie personnelle
Fille d’Upokotokoa Browne et de Tuoro Wichman, elle épouse en 1964 Ngari Munokoa avec qui elle eut 6 enfants dont un est décédé. 